# Erin Heatherton
Erin Heatherton (nascida Heather Erin Bubley em 4 de março de 1989) é uma modelo norte-americana de Skokie, Illinois.
Foi uma das Angels da marca Victoria's Secret. O seu primeiro show foi em 2008, tendo sido em 2010 seu primeiro ano como Angel. Em 2012 desfilou o seu último ano como Angel, desfilando também em 2013, já sem o título.

## Agências
- Modelwerk
- Select Model Management
- Joy Model Management - Milano
- Marilyn Agency - Nova Iorque
- Victoria's Secret